# Николай I (патриарх Александрийский)
Патриарх Николай I (греч. Πατριάρχης Νικόλαος Α΄; ум. 1243) — епископ Александрийской православной церкви, Патриарх Александрийский с 1210 по 1243 год.
Занял Александрийский Патриарший престол не позднее февраля 1210 года.
Его патриаршество пришлось на период крестовых походов.
Переписка Патриарха Николая I с папами Римскими Иннокентием III и Гонорием III является важнейшим памятником контактов Александрийской Церкви с Западом. В преддверии вторжения крестоносцев в Египет Николай стремился заручиться расположением могущественного Иннокентия III и обменялся с ним рядом дружественных посланий.
По приглашению папы представитель Патриарха присутствовал на IV Латеранском Соборе, состоявшемся в 1215 году.
После провала V крестового похода Николай отправил в 1221 году письмо папе Гонорию III, полное жалоб на бедствия египетских христиан и молений о помощи (Объективно крестовые походы только ухудшили положение египетских христиан, вызвав всплеск мусульманского фанатизма и гонения против «неверных». Сами же крестоносцы относились к православным как к еретикам).
Был противником унии, не поддался попыткам Ватикана навязать её. Поддерживал отношения с Никейской империей и Константинопольскими патриархами, находившимися там. Умер в нищете в 1243 году.